# Pitva

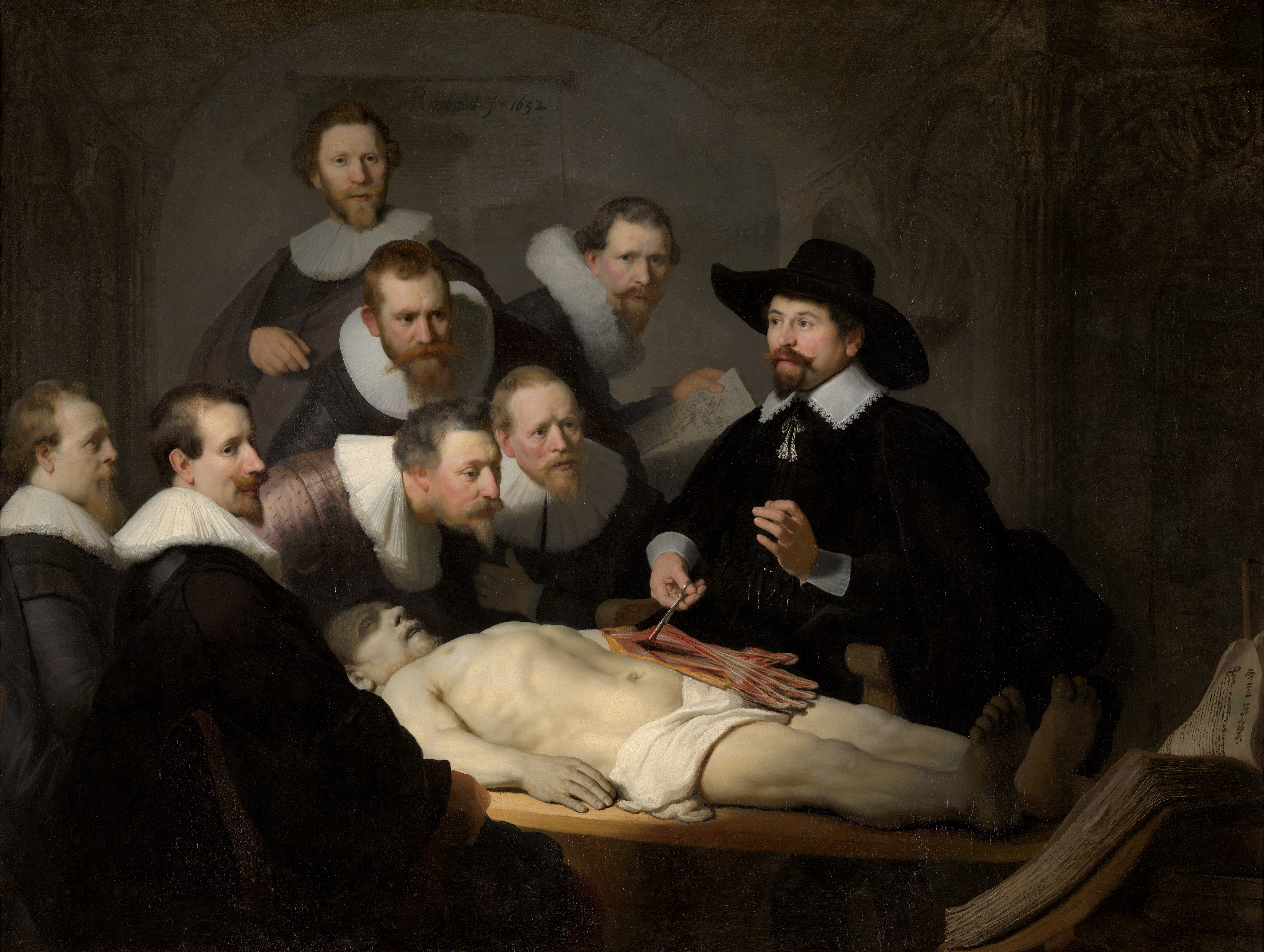
Obraz Anatomie doktora Tulpa od Rembrandta znázorňující přednášku Nicolaese Tulpa

Pitva, taktéž obdukce, sekce nebo autopsie, je druh medicínského nebo veterinárního úkonu, při kterém odborný specialista rozděluje mrtvé tělo na části. Cílem pitvy je určit příčinu smrti daného člověka či zvířete nebo pochopit tvar a funkci jednotlivých orgánů a soustav. Pitvy se používá i při výuce zdravotníků a veterinárních či zemědělských specialistů.
Místnost, ve které se pitvá, se obecně nazývá pitevna, v případě patologicko-anatomických, zdravotních a soudních pitev se někdy používá též označení „autoptický sál“, spíše historicky i „prosektura“. Pro pitvajícího se někdy používá historický pojem „prosektor“ nebo „sekant“. Podle druhu pitvy může pitvu provádět lékař-patolog, soudní lékař, anatom, veterinární lékař, zoolog a podobně.
Vzhledem k tomu, že jde o úkon na mrtvém těle, může se pitva stát překážkou pro zdárný průběh posmrtných rituálů některých náboženských skupin.

## Historie
Na prvních evropských univerzitách ve 12. a 13. století se upouštělo od pitev k vědeckým účelům, jelikož církev deklarovala lidskou mrtvolu jako nedotknutelnou. Hlavními pracemi byla do té doby díla Galénova, který ovšem pitval jen zvířata, přestože pitvy nebyly v jeho době výslovně zakázány. Také Arabové ve středověku s největší pravděpodobností neprováděli pitvy, přestože je Korán nezakazoval.
Pitvy se rozšířily v období renesance a umožnily nizozemskému Andreasi Vesaliovi († 1564) systematicky popsat lidské tělo a položit tak základy moderní anatomie. První tzv. anatomické divadlo ve formě amfiteátru založil v roce 1594 basilejský profesor Felix Platter. V něm předvedl okolo 300 veřejných pitev. V Čechách byla první veřejná pitva provedena 8. až 12. června 1600 v Rečkově koleji profesorem Jánem Jesenským. Vydal o ní spis s názvem Johannis Jessenii a Jessen, Anatomiae Pragae, Anno MDC ab se solemniter administratatae historia (Jana Jesenského z Jeseného historie o pitvě provedené v Praze roku 1600), jenž byl vydán ve Wittenbergu.

## Rozdělení pitev
Pitvy se dělí podle účelu. Vždy by se měla provést pitva celého těla; někdy je však prováděna pitva částečná (parciální). Ta ovšem nemá takovou výtěžnost, jelikož v nepitvaných částech těla mohou být zásadní nálezy ovlivňující pitevní závěry. Obecně lze též říci, že pitvu platí ten, kdo ji nařídil.

### Pitvy člověka podle zákona o zdravotních službách
Zákon o zdravotních službách rozlišuje čtyři druhy pitev:

#### Pitva anatomická
Účelem anatomické pitvy je provést systematickou pitvu těla zemřelého pro výuku studentů zdravotnických oborů. Pitva je prováděna na anatomických ústavech lékařských fakult studenty, jež jsou pod supervizí vyučujících, nebo samotnými vyučujícími. Náklady spojené s pitvou, a stejně tak i náklady spojené s pohřbem, hradí lékařská fakulta.
Anatomická pitva smí být provedena, jen pokud úmrtí nenastalo za okolností, které by vyžadovaly provedení pitvy patologicko-anatomické, zdravotní nebo soudní. S provedením anatomické pitvy musí také zemřelý ještě před smrtí projevit výslovný souhlas, který se obvykle projevuje tak, že dotyčný uzavře s vybraným anatomickým ústavem smlouvu o darování. Dárce není za poskytnutí svého těla nijak finančně odměněn a součástí darovací smlouvy bývá obvykle i klauzule, že anatomický ústav má právo tělo odmítnout.
Po dokončení pitvy jsou pitvané ostatky pohřbeny. Vzhledem k organizačním možnostem jsou obvykle pohřbeny společně ostatky všech pitvaných během pitevního turnusu; pitvaný ovšem samozřejmě může ještě za života projevit přání mít své ostatky oddělené a anatomický ústav toto musí respektovat.
Anatomická pitva člověka provádí na tzv. fixovaných tělech. Mrtvý je napuštěn fixačním roztokem, jejž obvykle tvoří formaldehyd, aceton, alkohol a glycerín, a do podobného roztoku je také na jistou dobu uložen. Výsledkem je, že mrtvé tělo je zbaveno většiny potenciálně nebezpečných choroboplodných zárodků. Fixací jsou zároveň zastaveny přirozené autolytické (rozkladné) procesy mimo autolýzy mozku, takže dochází ke koagulaci bílkovin. Některé orgány, např. játra, získávají tužší konzistenci a lze snáze studovat jejich tvar.

#### Pitva patologicko-anatomická
Účelem patologicko-anatomické pitvy je především dát zpětnou vazbu lékaři, který pacienta ošetřoval, tedy ověřit veškeré jeho diagnózy uvedené v lékařské zprávě. Pitva je prováděna na odděleních patologie, a to patologem či soudním lékařem. Náklady na pitvu jsou hrazeny ze zdravotního pojištění zemřelého.
Patologicko-anatomická pitva je prováděna na zemřelých ve zdravotnických zařízeních. Zákon o zdravotních službách taxativně vyjmenovává situace, kdy je patologicko-anatomická pitva nezbytná:
- U žen, které zemřely v souvislosti s těhotenstvím, porodem, potratem, umělým ukončením těhotenství nebo v šestinedělí.
- U plodů z uměle ukončených těhotenství provedených z důvodů genetické indikace nebo indikace vrozené vývojové vady plodu.
- U dětí mrtvých při narození a u dětí zemřelých do osmnácti let věku.
- U pacientů, kteří zemřeli při operaci, při nechirurgickém intervenčním výkonu, v souvislosti s komplikací navazující na operaci nebo nechirurgický intervenční výkon či při úvodu do anestézie.
- V případě, že k úmrtí došlo v souvislosti se závažnou nežádoucí příhodou při klinickém hodnocení humánního léčivého přípravku nebo s nežádoucí příhodou při klinických zkouškách zdravotnického prostředku či v souvislosti s ověřováním nových poznatků použitím metod, které dosud nebyly v klinické praxi na živém člověku zavedeny, popř. v případě podezření na tyto skutečnosti.
- V případě podezření, že k úmrtí došlo v souvislosti s odběrem orgánu za účelem transplantace nebo tkání nebo buněk pro použití u člověka.
- V ostatních případech je prováděna na návrh lékaře provádějícího ohledání nebo dle zvážení patologa.

Pitva je prováděna na mrtvole, která není dále připravována, dokud od okamžiku smrti do pitvy neuplynulo mnoho času. Pitva probíhá standardizovaným způsobem. Z mrtvého se někdy odebírají vzorky pro další analýzu histologickou (nekropsie), mikrobiologickou aj.
O pitvě vypracuje pitvající lékař pitevní protokol a závěrečnou zprávu, na řadě pracovišť se z důvodů tradice zejména pro pitevní protokol používá latina.
Nový občanský zákoník vnesl do provádění patologicko-anatomických pitev u některých lékařů zmatek, neboť není výslovně provázán se zákonem o zdravotních službách. Klíčová ustanovení paragrafů 113 a 115 navíc na první pohled připouští dva protichůdné výklady. Občanský zákoník totiž podmiňuje další manipulaci s tělem zemřelého jen zákonem stanovenou povinností nebo výslovným souhlasem zemřelého. Aplikuje-li se pouze gramatický výklad, může to vést k závěru, že se tento souhlas týká i patologicko-anatomické pitvy (názor České společnosti soudního lékařství[zdroj?]), i k závěru, podle kterého se podmínění souhlasem týká pouze použití mrtvého na vědecké a výukové účely (názor České lékařské komory[zdroj?]). Podle Expertní skupiny Ministerstva spravedlnosti pro aplikaci nové civilní legislativy je ale zákon o zdravotních službách k občanskému zákoníku zákonem speciálním, má tudíž přednost; a z toho plyne, že vyjádření souhlasu s pitvou podle § 115 OZ je nutné jen pro pitvu anatomickou a k pitvám, které zákon o zdravotnických službách ve svém § 88 neoznačuje za povinné. Uvedený výklad je v odborné literatuře označován za jednoznačný. Ministerstvo zdravotnictví přesto deklarovalo, že zpracuje novelu,[zdroj?] aby lékařům byla zaručena vyšší míra jistoty při provádění pitev. Společnost českých patologů zdravotnickým zařízením doporučuje řídit se pokyny jejich právních oddělení.

#### Pitva zdravotní
Pitvy zdravotní se provádějí za účelem zjištění příčiny smrti a objasnění mechanismu úmrtí a dalších ze zdravotního hlediska závažných okolností u osob, které zemřely mimo zdravotnické zařízení nebo v něm náhlým, neočekávaným nebo násilným úmrtím, a to včetně sebevraždy. Pitva je prováděna na odděleních soudního lékařství. Tuto pitvu by měl provádět soudní lékař, avšak může ji provádět i patolog. Náklady na pitvu jsou v České republice hrazeny ze zdravotního pojištění zemřelého.
Svým průběhem i provedením se zdravotní pitva nijak výrazně neliší od pitvy patologicko-anatomické.

#### Pitva soudní
Účelem soudní pitvy je zodpovědět otázky kladené policií, státním zástupcem či soudem a měla by se provádět vždy, když je podezření, že na smrti měla účast jiná osoba. Pitva může být provedena v libovolném způsobilém zařízení, měli by ji však vždy provádět dva soudní znalci. Pitva je hrazena tím, kdo ji nařídil (policií, státním zastupitelstvím, soudem). Provádí se podle § 115 zákona č. 141/1961 Sb., o trestním řízení soudním (trestní řád).
Soudní pitva může být zahájena jako pitva zdravotní nebo patologicko-anatomická, ke konverzi v soudní pitvu může dojít při zjištění podezřelých okolností. V takovém případě pitvající lékař pitvu přeruší a pokračovat může, až když jsou splněny podmínky pro provedení soudní pitvy, tedy předání pitvaného soudnímu lékaři zapsanému do seznamu soudních znalců.
Protože součástí soudní pitvy je i zajištění eventuálních stop na těle mrtvého, bývá mnohem podrobnější než pitva patologicko-anatomická. Jelikož její dokumentace slouží především nelékařům, měla by být minimálně lékařská zpráva vyhotovena česky.

#### Pitva privátní
V některých zemích, nikoliv však v České republice, se připouští ještě možnost pitvy privátní. Za podmínek stanovených příslušným zákonem, tedy zejména není-li nařízena jiná forma pitvy, může pitvu provádět i klinický lékař příslušného oboru. Důvodem je především pátrání po příčině smrti u pacienta s neznámou chorobou, kde se předpokládá, že ošetřující lékař si nejlépe spojí anatomický nález s klinickým obrazem. Tento druh pitvy lze pokládat za historický relikt.
V zemích, kde není tento druh pitvy povolen, je více než plnohodnotně nahrazen patologicko-anatomickou pitvou prováděnou patologem za přítomnosti ošetřujícího lékaře, čímž je zaručen nejen náhled ošetřujícího lékaře, ale i technická zručnost pitvajícího.[zdroj?]

### Další druhy pitev a podobných výkonů

#### Pitva veterinární
Svým provedením se pitva veterinární podstatně neliší od pitvy člověka. Cílem této pitvy je obvykle určit příčinu uhynutí zvířete, proto jde o obdobu pitvy zdravotní resp. soudní. Budoucí veterináři provádějí i pitvy anatomické, ovšem na rozdíl od zvyklostí v humánní medicíně jsou obvykle prováděny na čerstvě uhynulých zvířatech.
Vzhledem k vysoké ceně jsou veterinární pitvy mimo výukové účely prováděny spíše výjimečně.

#### Pitva virtuální
Virtuální pitva je potenciálním řešením situace, kdy zemřelý nemůže být pitván např. z náboženských důvodů. Vlastní podstatou virtuální pitvy je pořízení podrobných snímků těla, které pomocí techniky umožňují provést 3D rekonstrukci, obvykle pomocí CT. Vlastní pitva je pak realizována pouze jako manipulace s trojrozměrnými daty pomocí technik počítačové grafiky a virtuální reality.

#### Balzamace
Účelem tohoto procesu je připravit tělo tak, aby nepodléhalo posmrtným rozkladným pochodům (fixace). Tato metoda se používá např. při přepravě letadlem do země původu zemřelého a lze ji provést v libovolném způsobilém zařízení k tomu vyškoleným personálem; v České republice ji mohou provádět i pohřební ústavy, pokud získají koncesi. Náklady platí ten, kdo si balzamaci vyžádal; většinou se jedná o pozůstalé příbuzné zemřelého, jelikož zadavatelé balzamace musí mít právo s tělem takto nakládat. Z hlediska soudního lékařství se nejedná o pitvu.
Zvláštním druhem balzamace je plastinace, metoda konzervace spočívající v prosycení těla polymery, např. silikonem, epoxy silikonovými pryskyřicemi nebo polyestery, podle požadovaných mechanických vlastností.

#### Ohledávání kosterních pozůstatků
Ohledávání kosterních pozůstatků je obvykle prováděno antropologem. Vedle získání co nejvíce informací nezbytných pro identifikaci je klíčové i určení stáří nálezu. Právní předpisy totiž upravují další postup podle stáří a okolností nálezu.